# مورغان وليامز
مورغان وليامز (بالإنجليزية: Morgan Williams)‏ هو فلاح وسياسي بريطاني ونيوزلندي، ولد في 21 أبريل 1878 في المملكة المتحدة، وتوفي في 4 أغسطس 1970. حزبياً، نشط في حزب العمال النيوزيلندي. وقد انتخب عضو مجلس النواب نيوزيلندا.